# Claudio Sulser
Claudio Sulser est un footballeur international suisse né le 8 octobre 1955 à Lugano. Il évoluait au poste d'attaquant.

## Biographie

### En club
Claudio Sulser joue principalement en faveur du Grasshopper Club Zurich. Il évolue pendant dix saisons avec cette équipe.
Il dispute avec le Grasshopper un total de 241 matchs en première division suisse, inscrivant 121 buts. Il réalise sa meilleure performance lors de la saison 1979-1980, où il marque 25 buts en championnat.
Il remporte avec le Grasshopper quatre titres de champion, et une Coupe de Suisse.
Il participe également avec le Grasshopper à la Coupe d'Europe des clubs champions (dix matchs / onze buts), et à la Coupe de l'UEFA (28 matchs / six buts). 
En 1978, il atteint les demi-finales de la Coupe de l'UEFA, en étant éliminé par le SC Bastia. 
La saison suivante, en 1979, il atteint les quarts de finale de la Coupe d'Europe des clubs champions. Il se met en évidence en inscrivant onze buts en six matchs, ce qui fait de lui le meilleur buteur de la compétition. Il marque notamment un quintuplé lors du premier tour face au club maltais du Valletta FC, puis un doublé en huitièmes de finale face au prestigieux Real de Madrid. Son équipe s'incline finalement face au futur vainqueur de la compétition, Nottingham Forest.

### En équipe nationale
Claudio Sulser reçoit 50 sélections en équipe de Suisse entre 1977 et 1986, inscrivant 13 buts. Toutefois, certaines sources indiquent seulement 49 sélections et 12 buts.
Il joue son premier match en équipe nationale le 30 mars 1977, en amical contre le Portugal (défaite 1-0 à Funchal). Il inscrit son premier but le 30 octobre 1977, contre la Norvège, lors des éliminatoires du mondial 1978 (victoire 1-0 à Berne).
Le 28 avril 1981, il se met en évidence en marquant un doublé contre la Hongrie à Lucerne. Ce match nul (2-2) rentre dans le cadre des éliminatoires du mondial 1982. Il marque un nouveau doublé le 1er décembre 1982 en amical contre la Grèce. Son équipe l'emporte alors 1-3 à Maroússi. Il inscrit son troisième et dernier doublé le 27 mars 1985, en amical contre la Tchécoslovaquie (victoire 2-0 à Sion).
À quatre reprises, Claudio Sulser officie comme capitaine de la sélection. Il joue son dernier match le 24 septembre 1986, contre la Suède, lors des éliminatoires de l'Euro 1988 (défaite 2-0 à Solna).

## Palmarès
- Champion de Suisse en 1978, 1982, 1983 et 1984 avec le Grasshopper
- Vice-champion de Suisse en 1980 et 1981 avec le Grasshopper
- Vainqueur de la Coupe de Suisse en 1983 avec le Grasshopper
- Finaliste de la Coupe de Suisse en 1978 avec le Grasshopper
- Finaliste de la Coupe de la Ligue en 1978 et 1980 avec le Grasshopper
- Finaliste de la Coupe des Alpes en 1884 avec le Grasshopper

## Distinctions personnelles
- Élu footballeur suisse de l'année en 1982[2]
- Meilleur buteur de la Ligue des Champions en 1979 avec 11 buts[2]
- Meilleur buteur du Championnat de Suisse en 1980 avec 25 buts et en 1982 avec 22 buts[2]